# Calea ferată Dângeni–Săveni–Darabani
Calea ferată Dângeni–Săveni–Darabani, o secție feroviară nefinalizată prin intermediul căreia urmau să fie conectate direct orașele Iași, Săveni și Darabani.
În 1987 au început lucrările de construcție a unei căi ferate de 53,4 km care să lege localitatea Dângeni din județul Botoșani de orașele Săveni și Darabani. Această lucrare ar fi fost o continuare a liniei CFR 608 existente și ar fi permis astfel o conexiune directă între Darabani și municipiul Iași. Exista chiar intenția ca această cale ferată să fie ulterior prelungită până la punctul de frontieră Rădăuți-Prut–Lipcani, pentru a realiza o nouă legătură feroviară cu Uniunea Sovietică. Ideea unei astfel de căi ferate data de la începutul anilor 1900. În 1916 chiar se demarase execuția ei, dar lucrările au fost oprite la scurtă vreme, după intrarea României în Primul Război Mondial.
Primii 17,4 km din această linie, tronsonul Dângeni–Săveni, au fost inaugurați pe 5 iulie 1991 și cuprindeau realizarea unei clădiri moderne pentru Gara Săveni (Poziție pe hartă) și o lucrare de artă feroviară impresionantă, de circa 400 m lungime, Viaductul Vlăsinești (Poziție pe hartă). Linia a primit indicativul 609 și a funcționat - pe cei 17,4 km - numai până în 1992, când a fost temporar închisă traficului după avariile produse terasamentului de inundațiile și alunecările de teren din zona viaductului și de la ieșirea din Vlăsinești. După reparații minimale și instituirea unor restricții de trafic, linia a continuat să fie exploatată doar până 1994, când CFR a renunțat definitiv la cursele spre Săveni.
În afară de primii 17,4 km, se executaseră încă circa 10 km din tronsonul următor spre Darabani. Fuseseră realizate două poduri metalice de tip grinzi cu zăbrele peste Râul Bașeu și Râul Podriga, podețe peste diverse canale și pârâuri din zonă și se montaseră șinele pe întreaga distanță între Săveni și Podriga (circa 6,5 km). De la Podriga fusese realizat terasamentul până la ieșirea din Drăgușeni (circa 3,5 km). Complet abandonată, linia a căzut pradă intemperiilor și hoților. S-au furat șine, traverse, alte elemente metalice, piatra spartă, stâlpii și firele sistemului de telecomunicații, blocuri de beton aduse pentru consolidări. Gările de pe traseu, inclusiv cea din Săveni, au fost devastate. Din această masivă investiție se mai păstrează doar urmele unei mari lucrări inutile.
Într-o analiză din septembrie 2014 a Agenției pentru Dezvoltare Regională Nord-Est se atrăgea atenția că, în urma renunțării la unele proiecte de infrastructură feroviară precum linia Dângeni–Săveni–Darabani și linia Hârlău–Flămânzi–Botoșani, „38,4% din populația regiunii nu are acces la rețeaua de căi ferate a regiunii, la care se adaugă 7,3% din populație aflată de-a lungul liniilor închise, procentul ajungând la 45,7%”.